# Lady of the Night (film)
Lady of the Night, in Nederland bekend onder de titel Maar een straatmeid, is een film uit 1925 onder regie van Monta Bell. De film betekende het debuut van actrice Joan Crawford.

## Verhaal
De film volgt twee zussen die vlak bij elkaar geboren worden, maar allebei een compleet verschillende leven leiden. Molly Helmer is de dochter van een dief en Florence Banning is de dochter van een rechter die uiteindelijk Molly's vader naar de gevangenis stuurt. De zussen ontmoeten elkaar op 18-jarige leeftijd, als Florence vlucht van de Girls Select School en Molly, die nu een wees is, naar de tuchtschool gestuurd wordt. Ze worden rivalen van elkaar als ze hun zinnen zetten op dezelfde man.

## Rolverdeling
| Acteur           | Personage                     |
| ---------------- | ----------------------------- |
| Norma Shearer    | Molly Helmer/Florence Banning |
| Malcolm McGregor | David Page                    |
| Dale Fuller      | Miss Carr                     |
| George K. Arthur | Chuncky Dunn                  |
| Fred Esmelton    | Rechter Banning               |
| Lew Harvey       | Chris Helmer                  |
| Gwen Lee         | Vriendin van Molly            |